# The Mars Volta
The Mars Volta je ameriška glasbena skupina, ki sta jo ustanovila Cedric Bixler-Zavala in Omar Rodriguez-Lopez. Igrajo večinoma progresivni rock z velikimi primesmi punka in vplivi latinske glasbe. Poznani so po svojih divjih koncertih, skrivnostnih besedilih, eksperimentiranju in uporabi ambientalne glasbe, da bi ustvarili posebno razpoloženje.

## Zgodovina

### Začetek
Člana skupine At the Drive-In, Cedric Bixler-Zavala in Omar Rodriguez-Lopez sta bila v skupini DeFacto (stranski projekt At the Drive-In) skupaj z zvočnim tehnikom Jerremiem Michaelom Wardom. Cedric je igral na bobne, Omar bas kitaro, Jeremy pa je bil vokalist, poleg tega pa je skrbel še za razne zvočne efekte, distorzije ipd. Čeprav je DeFacto začel kot lokalni rock bend, njihove korenine najdemo v  dub reggaeju. Skupina se je igrala tudi z elektroniko, latinskimi zvoki in jazzom, kar jih je pripeljalo do značilnega zvoka. Igrali so na lokalni koncertih v njihovem domačem mestu El Paso, Teksas in izdali svoj prvi album How Do You Dub? You Fight for Dub, You Plug Dub In. Nato so se leta 2000 premaknili v Long Beach, Kalifornija in dodali klaviaturista Isaiaha »Ikey« Owensa. Skupina je s prepoznavnim Ikeyovim zvokom postala zelo popularna. Leta 2001so izdali svoj drugi album, Megaton Shotblast!, ki je doživel izjemen uspeh. K temu je pripomoglo tudi članstvo v že popularni skupini At the Drive-In. DeFacto so nadaljevali z ekperimentiranjem, ko je At the Drive-In z odhodom Cedrica in Omarja razpadel (ostali člani so ustanovili bend Sparta), pridružila se jim je Eva Gardner in nastala je The Mars Volta - projekt poln ustvarjalnih in svežih idej. Pri njihovem prvem skupnem koncertu v Chain Reacton in Anaheim v Kaliforniji je sodeloval še Jon Theodore. Z Alexom Newportom so leta 2001 posneli dve pesmi, ki sta postali njihov prvi demo. Z njim so posneli še tri skladbe, ki so objavljene na Tremulant EP, izdanem zgodnjega 2002. leta.

### De-Loused in the Comatorium
Po Tremulant EP je skupina nadaljevala s turnejami in pogosto menjavo članov, medtem ko se je pripravljala na album De-Loused in the Comatorium, katerega producent je Rick Rubin. Medtem ko Tremulant nima okvirne teme (razen omembe prihajajočega albuma), De-Loused v prvi osebi govori o komi, ki je posledica drog. Čeprav besedila niso bila prepričljiva, je Mars Volta v intervjujih zatrjevala, da zgodba izhaja iz njihovega prijatelja Julia Venegasa, ki je bil nekaj let v komi, zaradi prometne nesreče. Venegasova smrt je bila tudi omenjena v pesmi »Embroglio« skupine At the Drive-In z albuma Acrobatic Tenement.
Med snemanjem skupina ni imela bas kitarista, zato je Flea (basist skupine Red Hot Chili Peppers) igral na devetih pesmih od desetih. De-Loused je tako po kritikah kot po odzivu poslušalcev postal njihov največji hit in je bil z zelo malo reklame ter zaradi strokovnih kritik, prodan v 500000 primerkih. Bend je pozneje izdal omejeno izdajo knjige, ki jo je mogoče dobit na spletni strani Gold Standard Laboratories (dolpoteg). Knjiga pripoveduje o Cerpin Taxtu (ki se včasih nanaša na »junaka« albuma) in njegovem samomoru.
Med turnejo z Red Hot Chili Peppers, s katero so promovirali album, so mešalca zvokov in pisca besedil, Jeremia Warda, našli mrtvega, ker se je predoziral s heroinom. Skupina je končala turnejo in prvi singl s plošče posvetila Wardu.

### Frances the Mute
Med turnejo, s katero so promovirali De-Loused in the Comatorium, se jim se pridružil basist Juan Alderete in Omarjev brat Marcel Rodriguez-Lopez na tolkalih.
Leta 2005 so izdali svoj drug studijski album Frances the Mute. Za ustvarjanje jih je preminuli zvočni tehnik Jeremy Ward, ki je našel dnevnik v svojem starem avtu. Vsaka skladba na albumu temelji na karakterjih opisanih v dnevniku.
Frances je postal še večji hit, kot De-Loused, v prvem tednu je bilo prodanih kar 123000 kopij albuma, zavihtel pa se je tudi na četrto mesto na Billboard lestvici, predvsem zaradi uspešnega singla »The Widow«, ki je bil pogosto predvajan na radiih. Tudi kritike so bile večinoma odlične, nekateri pa so album zelo negativno kritizirali, kot zastarel, pretenciozen. Pesem »L'Via L'Viaquez« je bila pozneje izdana kot singl in skrajšana iz 12 minut na 5.
Omar je aranžiral in produciral album ter napisal skladbe (za kitaro, klaviature, vokal in bobne s pomočjo Theodorja). Uporabil je metodo, ki jo pri svojih filmih uporablja tudi Woody Allen; kolegom je preprečil, da bi slišali, kako igrajo drugi, namesto tega je vsak posnel svoj del kot samostojno skladbo in združil z ostalimi zvoki. Za uspešno izvedbo so uporabljali metronom.
Na sredini turneje po ZDA je bivši član At the Drive-In Paul Hinojos zapustil Sparto in se pridružil The Mars Volti, ker mu prejšnja skupina ni bila več zabavna. Trenutno je mešalec zvoka, na turneji z Mars Volto pa je sodeloval tudi v letih 2003 in 2004.
Poleti 2005 so bili na turneji za promocijo albuma skupaj s System of a Down, nastopali so tudi na festivalu All Tomorrow's Parties, imenovanem A Nightmare Before Christmas.
8. novembra 2005 je bil izdan album Scabdates (posnet v živo).
Frances the Mute, ki je na Billboard Top 200 lestvici zasedel 4. mesto, je bil prodan v 465,000 primerkih.

### Amputechturein turneja
Album Amputechture je bil v Avstraliji izdan 8. septembra 2006, 8. septembra v Evropi, 12. septembra pa v ZDA. Producent je bil Omar Rodríguez-Lopez, mešalec zvoka pa Rich Costey. Naslovnico je ustvaril Jeff Jordan. To je bil njihov prvi nekonceptualni album, čeprav nekatere pesmi namigujejo na degeneracijo religije.
John Frusciante je sodeloval na vseh skladbah z albuma, razen na »Asilos Magdalena«, Omar je prispeval kitarske solote in igral na skladbah, kjer sodeluje več kitar.
»Oboževalci Chili Pepersov bodo veseli, da je kitarist John Frusciante ponovno sodeloval z Mars Volto. Odkar je Omar producent in snemalec«, pravi Cedric, »je naučil Johna igrati vse njihove nove pesmi, tako da lahko Omar zdaj samo sedi in objektivno ocenujuje in posluša pesmi. Čudovito je, da nam želi pomagati.«
28. julija 2006 je publicist za skupino izjavil, da bo sestava benda na koncertih drugačna, in sicer bobnarja Jona Theodorea bo zamenjal Blake Fleming, bivši član skupin Laddio Bolocko in Dazzling Killmen, ki je pravzaprav igral tudi na prvih demo posnetkih Mars Volte. Pablo Hinojos-Gonzalez bo tudi igral kitaro in mešal zvok. Sodeloval bo tudi John Frusciante, saj bosta Red Hot Chili Peppers in Mars Volta sodeloali na turneji novembra 2006.
12. avgusta 2006 je člane na koncertu v Auburnu, Washington, nekdo poškropil z urinom. Skupina je nehala igrati kmalu zatem, ko se je Omarjeva kitara pokvarila in jo je besen vrgel v ojačevalec. Ko so odhajali z odra, je Cedric obljubil množici, da kdor odkrije krivca, dobi zastonj vstopnice na vse njihove koncerte do konca življenja.

## Člani
Po besedah Omarja in Cedrica je The Mars Volta le njuno partnerstvo, katerega skladbe izvaja t. i. The Mars Volta Group.

### Zasedba ob prenehanju delovanja (leta 2012)
- Omar Rodriguez-Lopez - kitara, sintetizator, produkcija, stranski vokal (2001 - 2012)
- Cedric Bixler-Zavala - vokal (2001 - 2012)
- Juan Alderete de la Peña - bas kitara (2003 - 2012)
- Marcel Rodriguez-Lopez - tolkala, sintetizator, klaviature (2002 - 2012)
- Deantoni Parks - bobni (2006 in 2010-2012)

### Bivši

#### Kitaristi
- Henry Trejo - akustična kitara (2009-2010)
- John Frusciante - kitara (2002-2008)

#### Manipulacija zvoka
- Lars Stalfors - klaviature, mešalec glasbe (2008-2011)
- Paul Hinojos ( Pablo Hinojos-Gonzalez ) - kitara, mešalec glasbe (2003-2008)
- Jeremy Michael Ward - mešalec glasbe (2001-2003) (†)

#### Bas kitaristi
- Eva Gardner - bas kitara (2001-2002)
- Ralph Jasso - bas kitara (2002)
- Michael 'Flea' Balzary - bas kitara (2003), trobenta v studiu za Frances the Mute (2005)
- Jason Lader - bas kitara (2003)

#### Bobnarji
- Dave Elitch - bobni (2009-2010)
- Thomas Pridgen - bobni (2006-2009)
- Blake Fleming - bobni (2001-2006)
- Jon Theodore - bobni (2001-2006)
- Evan Andrews - bobni (marec - maj 2001)

#### Klaviature
- Isaiah Ikey Owens - klaviature (2001 - 2010) (†)
- Linda Good - klaviature (2002)

#### Pihala
- Adrian Terrazas-Gonzales - flavta, saksofon, klarinet in dodatna pihala ter tolkala (2004 - 2008)

## Diskografija

### Studijski albumi
- De-Loused in the Comatorium (2003)
- Frances the Mute (2005)
- Amputechture (2006)
- The Bedlam in Goliath (2008)
- Octahedron (2009)
- Noctourniquet (2012)
- The Mars Volta (2022)
- Que Dios Te Maldiga Mi Corazón (2023)
- Lucro Sucio; Los Ojos del Vacío (2025)

### EP-ji
- Tremulant EP (2002)

### Albumi 'v živo'
- Live EP (2003)
- Scabdates (2005)

### Kompilacije
- A Missing Chromosome (2005)

### Singli
- Inertiatic ESP - 22. september 2003, single z De-Loused in the Comatorium
- Televators - 1. marec 2004, single z De-Loused in the Comatorium
- The Widow - 2005, single z Frances the Mute (vsebuje skladbo »Frances the Mute«)
- L'Via L'Viaquez - 2005, single z Frances the Mute (vsebuje skladbo »The Bible and the Breathalyzer«)
- Televators (Australian Tour Edition) - 19. januar 2004
- Frances the Mute b/w the Widow (Live) - omejena izdaja

### Uradne strani
- www.TheMarsVolta.com - Uradna stran
- The Comatorium - Uradna oboževalska stran in forum
- www.TheMarsVolta.co.uk - Uradna britanska stran
- The Mars Volta - Uradna stran pri založbi Gold Standard Labs'
- http://www.myspace.com/themarsvolta - Uradna stran na Myspace

### Strani oboževalcev
- The Mars Volta Italia - Italijanska oboževalska stran
- Inertiatic - Ameriška oboževalska stran
- The Mars Volta Arhivirano 2006-11-27 na Wayback Machine. Lyrics - Stran posvečena besedilom skupine The Mars Volta. Vključuje tudi forum.
- The Mars Volta, version française -Francoska oboževalska stran s forumom, galerijo, dolpotegi itd.

### Intervjuji
- Revija Complex Arhivirano 2007-09-27 na Wayback Machine.

### Recenzije albumov
- Recenzija albuma Frances the mute (2005) na Bajta.si